# 1 Warszawska Dywizja Kawalerii
1 Warszawska Dywizja Kawalerii (1 DK) – związek taktyczny kawalerii ludowego Wojska Polskiego.

## Formowanie
Dywizję sformowano na podstawie rozkazów organizacyjnych Naczelnego Dowódcy Wojska Polskiego nr 0116/Org. z 7 maja 1945 roku oraz 0122/org. z 15 maja 1945 roku na bazie 1 Warszawskiej Samodzielnej Brygady Kawalerii. Oprócz jednostek 1 Warszawskiej Samodzielnej Brygady Kawalerii, w skład dywizji wszedł nowo utworzony 1 pułk ułanów oraz zaczęto formowanie 5 pułku ułanów, którego jednak nie ukończono. Ponadto powiększono jednostki artylerii dywizyjnej. Dywizję sformowano w Koszalinie, Trzebiatowie i Sławnie. Jej stan etatowy wynosił 6,6 tys. żołnierzy. Formowanie zakończono w czerwcu 1945 r. Dywizja weszła w skład 2 Armii WP. Jednostka nie uczestniczyła w działaniach bojowych. Była ostatnią w historii Polski dużą jednostką kawalerii. Bezpośrednio po wojnie dywizja stacjonowała w Gorzowie Wielkopolskim.
We wrześniu 1945 roku 1 Dywizję Kawalerii włączono do OW Pomorze. Wkrótce, w związku z przejściem WP na stopę pokojową, dywizję przeformowano na etaty pokojowe o ogólnym stanie 4,3 tys. żołnierzy. Na początku 1946 r. przeprowadzono kolejną reorganizację, w wyniku której liczba żołnierzy została zmniejszona do 3,7 tys. W listopadzie 1946 r. dywizję wyłączono z OW Pomorze i podporządkowano dowódcy OW Warszawa zmieniając jej miejsce dyslokacji na Garwolin.
Dywizja została rozwiązana rozkazem Naczelnego Dowódcy WP nr 28/Org. z 27 stycznia 1947 roku. Z jej oddziałów wydzielono tylko 100 kawalerzystów tworząc z nich Szwadron Reprezentacyjny Prezydenta RP, który włączono do 4 Samodzielnego Baonu Ochrony Sztabu Generalnego WP dowodzonego przez mjr Bolesława Romanowskiego i stacjonującego w Warszawie. W połowie 1948 r. szwadron ten został też rozformowany.
Za walki podczas wojny, historyczny sztandar dywizji został odznaczony Orderem Krzyża Grunwaldu III klasy

## Struktura organizacyjna dywizji

### Struktura organizacyjna dywizji latem 1945 roku
- dowództwo 1 Warszawskiej Dywizji Kawalerii według etatu K 3/1 o stanie 138 ludzi
- 1 pułk ułanów według etatu K 3/2 o stanie 1165 ludzi[b]
- 2 pułk ułanów według etatu K 3/2 o stanie 1165 ludzi
- 3 pułk ułanów według etatu K 3/2 o stanie 1165 ludzi
- 5 pułk ułanów według etatu K 3/2 o stanie 1165 ludzi
- 57 pułk artylerii konnej według etatu K 3/3 o stanie 634 ludzi
- 10 samodzielny szwadron łączności według etatu K 3/4 o stanie 85 ludzi
- 12 samodzielny szwadron saperów według etatu K 3/5 o stanie 117 ludzi
- 4 samodzielny dywizjon artylerii przeciwlotniczej według etatu K 3/6 o stanie 249 ludzi
- samodzielny pluton obrony chemicznej według etatu K 3/7 o stanie 32 ludzi
- 7 transport żywnościowy według etatu K 3/8 o stanie 57 ludzi
- samodzielny pluton podwozu i zaopatrzenia w materiały pędne według etatu K 3/9 o stanie 11 ludzi
- 6 samodzielny szwadron sanitarny według etatu K 3/10 o stanie 51 ludzi
- 5 ambulans weterynaryjny według etatu K 3/11 o stanie 24 ludzi
- 4 samodzielny park artylerii według etatu K 3/12 o stanie 142 ludzi
- warsztat rymarsko-szewski według etatu K 3/13 o stanie 21 ludzi
- samodzielny pluton Oddziału Informacji według etatu K 3/14 o stanie 18 ludzi
- 2977 wojskowa stacja pocztowa według etatu K 3/15 (poczta polowa nr 83412)
- 1950 polowa kasa Banku Państwowego według etatu K 3/16 o stanie 3 ludzi
- Oddział Informacji 1 Warszawskiej Dywizji Kawalerii według etatu K 3/17 o stanie 24 ludzi

Stan etatowy liczył 6273 żołnierzy i 6558 koni. Na wyposażeniu dywizji miały być 134 pojazdy.
W czerwcu 1945 roku w Koszalinie został sformowany Dywizjon Szkolny.
We wrześniu 1945 roku dywizja została przeformowana na etaty pokojowe Nr 3/20 – 3/31. Stan etatowy został zmniejszony do 4362 żołnierzy.
W wyniku reorganizacji zostały rozformowane:
- 5 pułk ułanów
- 4 samodzielny dywizjon artylerii przeciwlotniczej
- samodzielny pluton obrony chemicznej
- 6 samodzielny szwadron sanitarny
- 4 samodzielny park artylerii
- 2977 wojskowa stacja pocztowa
- 1950 polowa kasa Banku Państwowego

w skład dywizji włączono:
- 5 dywizjon artylerii przeciwpancernej

ze składu dywizji wyłączono:
- Oddział Informacji 1 Warszawskiej Dywizji Kawalerii

W lutym 1946 roku dywizja została przeniesiona na etaty Nr 3/40 – 3/47. Wówczas rozformowano 7 transport żywnościowy i samodzielny pluton podwozu i zaopatrzenia w materiały pędne. W ich miejsce, w etacie dowództwa 1 DK została utworzona kompania transportowo-gospodarcza.

### Struktura organizacyjna i dyslokacja dywizji jesienią 1946 roku
- Dowództwo 1 Warszawskiej Dywizji Kawalerii w Legionowie, według etatu K 3/40
- 1 pułk ułanów w Garwolinie, według etatu K 3/41
- 2 pułk ułanów w Ciechanowie, według etatu K 3/41
- 3 pułk ułanów w Przasnyszu, według etatu K 3/41
- 57 pułk artylerii konnej w Mińsku Mazowieckim, według etatu K 3/42
- 5 dywizjon artylerii przeciwpancernej w Przasnyszu, według etatu K 3/43
- dywizjon szkolny w Płocku
- 10 samodzielny szwadron łączności w Legionowie
- 12 samodzielny szwadron saperów w Legionowie
- szwadron zapasowy w Płocku
- 5 ambulans weterynaryjny
- warsztat rymarsko-szewski

## Dowództwo dywizji
Dowódcy dywizji:
- płk Aleksander Dawidziuk (cz.p.o. 8 V – 14 VI 1945)
- gen. bryg. Mikołaj Prus-Więckowski (15 VI – 18 IX 1945)
- płk Mikołaj Pichowicz (p.o. 18 IX – 28 X 1945)
- płk dypl. / gen. bryg. Władimir Radziwanowicz (28 października 1945 – 31 sierpnia 1946)
- płk Ludomir Wysocki (31 VII – 17 X 1946)
- płk dypl. / gen. bryg. Ksawery Floryanowicz (17 X 1946 – 1947)

Zastępca dowódcy dywizji ds. polityczno-wychowawczych
- ppłk / płk Stanisław Arkuszewski (12 V 1945 – 1947)

Zastępca dowódcy dywizji ds. liniowych
- płk Ludomir Wysocki (3 VI 1945 – 1947)

Szefowie sztabu:
- mjr Leon Lisowski (18 IX 1945 – 17 VI 1946)
- ppłk / płk Żelisław Zawadzki (17 VI 1946 – 1947)

## Sztandar, proporczyki, nazwa wyróżniająca i odznaczenia
Sztandar został przejęty od 1 Warszawskiej Samodzielnej Brygady Kawalerii. Na przełomie 1945 i 1946 został częściowo przehaftowany przez te same zakonnice z Lublina, które w 1944 sztandar wykonały. Na  obu stronach płatu,  we wszystkich narożnikach,  starą nazwę jednostki zastąpiono nową. Z prawej  strony bławatu na ramionach krzyża dohaftowano napisy: 8 V 1944 r., Trościaniec, Warszawa, Berlin.
Sztandar ten, jako dywizyjny, na mocy rozkazu Naczelnego Dowódcy WP nr 127 z 8 maja 1946 został udekorowany Orderem Krzyża Grunwaldu III klasy. W pierwszą rocznicę zakończenia II wojny światowej dokonano uroczystego poświęcenia go przed frontem jednostki. Po przesunięciu dywizji w rejon Warszawy sztandar był przechowywany w 1 Pułku Ułanów w Garwolinie. Po rozformowaniu 1 WDK sztandar przekazano Szwadronowi Reprezentacyjnemu  Prezydenta RP, a po rozwiązaniu i tej jednostki  ppłk Hałas, por. Okoń i  ppor. Serba przekazali go w czerwcu 1948 do Muzeum WP w Warszawie.
Proporczyki sztabu brygady i służb były czerwono-jasnoniebieskie.
Dywizja przejęła od 1 Samodzielnej Brygady Kawalerii nazwę wyróżniającą Warszawska.